# تامارا ماکارووا
تامارا ماکارووا (روسی: Тама́ра Фёдоровна Мака́рова؛ ۱۳ اوت ۱۹۰۷ – ۱۹ ژانویهٔ ۱۹۹۷) بازیگر، علوم پرورشی اهل شوروی و روسیه بود.
وی همچنین برندهٔ جوایزی همچون نشان لنین، مدال بیستمین سال پیروزی در جنگ بزرگ میهنی (۱۹۴۵–۱۹۴۱)، مدال به خاطر پیروزی مقابل آلمان در جنگ بزرگ میهنی (۱۹۴۵–۱۹۴۱)، روبان مدال چهلمین سال پیروزی در جنگ بزرگ میهنی (۱۹۴۵–۱۹۴۱)، جایزه هنرمند مردمی اتحاد جماهیر شوروی، مدال به مناسبت یکصدمین سالگرد تولد ولادیمیر ایلیچ لنین، نشان برجسته افتخار، مدال بزرگداشت ۸۰۰مین سالگرد مسکو، نشان پرچم سرخ کار، مدال بزرگداشت ۲۵۰مین سالگرد لنینگراد، مدال کار شجاعانه در جنگ بزرگ میهنی (۱۹۴۵–۱۹۴۱)، نشان پیش‌کسوت کار، مدال دفاع از مسکو، مدال دفاع از لنینگراد، قهرمان کار سوسیالیست، و هنرمند مردمی جمهوری شوروی فدراتیو سوسیالیستی روسیه شده‌است.